# Guillermo Pfening
Guillermo Pfening (Marcos Juárez, provincia de Córdoba; 9 de diciembre de 1978) es un actor y director de cine argentino.

## Biografía
Nació en Marcos Juárez, ciudad cordobesa de alrededor de 30,000 habitantes. A los dieciocho años se mudó a Buenos Aires para estudiar Comunicación Social. Luego cambió por Filosofía y Letras en la Universidad de Buenos Aires (UBA); paralelamente estudiaba teatro, y a medida que comenzó a conseguir papeles como actor, a partir del 2002, fue relegando la facultad hasta llegar a hacer una materia por año, casi como hobby.
Disco genética en movimiento, La espuma, El deseo atrapado por la cola y Emociones son algunas de las obras en las que participó. Mientras que en cine se lo vio en Sangre, Rodrigo, la película, Corazón iluminado, Perro amarillo, Nacido y criado, El resultado del amor, Como un avión estrellado y Futuro perfecto, entre otros filmes.
En el año 2004 debutó como director del corto Caíto, con el que ganó el Premio Méliès de ese año, entregado conjuntamente por la Embajada de Francia y la Cinemateca Argentina. Cada año el premio gira en torno a un tema, que en esa ocasión fue el deseo. El corto es como un documental autorreferencial sobre la parte de su familia que quedó en Marcos Juárez, y su relación con su hermano, con quien se lleva catorce meses que tiene una discapacidad motriz que se llama distrofia muscular.
En 2010 fue uno de los principales actores de la película Belgrano.
En 2011 filmó Caíto, su ópera prima como director, que rodó en la provincia argentina de Córdoba. En 2016, protagonizó la película Tiempo muerto en la cual interpretó a Franco. Poco después, Pfening estelarizó la cinta Amor de película en el papel de Alejandro Monferrán.

## Vida personal
Tiene una hija llamada Asia, nacida en 2014, que tuvo con la asistente de cámara Cintia Pinasco, no estando vinculados emocionalmente como pareja, siendo fruto de un acuerdo de amistad. Actualmente, el actor cuida a su hija junto con su pareja, Rafael.

## Filmografía

### Cine
| Año  | Título                              | Papel                | Notas                                           |
| ---- | ----------------------------------- | -------------------- | ----------------------------------------------- |
| 1998 | Corazón iluminado                   | Godoy (joven)        |                                                 |
| 2001 | Rodrigo, la película                | Ezequiel             |                                                 |
| 2001 | Cristal                             | Luciano              | Cortometraje                                    |
| 2003 | Sangre                              | Nicolás              |                                                 |
| 2004 | Caíto                               | Él mismo             | Cortometraje; también como director y guionista |
| 2004 | Mañanavemos                         |                      | Cortometraje                                    |
| 2005 | Perro amarillo                      | Agustín              |                                                 |
| 2005 | Como un avión estrellado            | Empleado de farmacia |                                                 |
| 2006 | Nacido y criado                     | Santiago             |                                                 |
| 2007 | El resultado del amor               | Martín               |                                                 |
| 2007 | XXY                                 | Narrador (voz)       |                                                 |
| 2007 | Futuro perfecto                     | Gastón               |                                                 |
| 2008 | El vestido                          | Alex                 |                                                 |
| 2009 | Fontana, la frontera interior       | Luis Jorge Fontana   |                                                 |
| 2009 | El último verano de la boyita       | Héctor               |                                                 |
| 2009 | El reclamo                          | Marco                |                                                 |
| 2010 | Paco                                | Ignacio              |                                                 |
| 2010 | Belgrano                            | Doctor Terranova     |                                                 |
| 2010 | Liniers                             | Guillermo Schultz    |                                                 |
| 2012 | No te enamores de mí                | Martín               |                                                 |
| 2012 | Las mujeres llegan tarde            | Enrique              |                                                 |
| 2012 | Otro corazón                        |                      |                                                 |
| 2013 | Wakolda                             | Klaus                |                                                 |
| 2013 | Mujer lobo                          | Rockero              |                                                 |
| 2013 | Historias breves 8                  | Papá de Macarena     | Segmento: Cuestión de té                        |
| 2014 | Los nadies                          | Tula                 |                                                 |
| 2014 | Atlántida                           | Ignacio              |                                                 |
| 2014 | Olvidados                           | Negro González       |                                                 |
| 2014 | Su realidad                         | Fantasma             |                                                 |
| 2014 | 100 años de cine argentino          | Secuestrado          | Cortometraje                                    |
| 2014 | El otro, no todo es lo que ves      | Marcos Valenzuela    |                                                 |
| 2014 | Voladora                            | Henri Guillaumet     |                                                 |
| 2015 | El patrón: radiografía de un crimen | Marcelo Di Giovanni  |                                                 |
| 2015 | La parte ausente                    | Víctor               |                                                 |
| 2015 | Historias breve 10                  | Guillermo            | Segmento: Homúnculo                             |
| 2015 | La moza y el cocinero               | Delivery             | Cortometraje                                    |
| 2016 | Tiempo muerto                       | Franco               |                                                 |
| 2016 | Historias breve 12                  | Otto                 | Segmento: El plan                               |
| 2016 | Dolores                             | Jack                 |                                                 |
| 2017 | La valija de Benavídez              | Pablo Benavídez      |                                                 |
| 2017 | La señora Haidi                     | Pablo                |                                                 |
| 2017 | Nadie nos mira                      | Nicolás              |                                                 |
| 2017 | Todo lo que veo es mío              | Sr. Tellier          |                                                 |
| 2018 | Mi mejor amigo                      | Andrés               |                                                 |
| 2018 | Amando a Carolina                   | Diego                |                                                 |
| 2018 | Eterno paraíso                      | Carlos               |                                                 |
| 2018 | El otro verano                      | Rodrigo              |                                                 |
| 2019 | El bosque de los perros             | Gastón               |                                                 |
| 2019 | Matar al dragón                     | Facundo              |                                                 |
| 2019 | Amor de película                    | Alejandro Monferrán  |                                                 |
| 2019 | Instrucciones para la poligamia     | Lolo                 |                                                 |
| 2020 | Alma pura                           | Raúl                 |                                                 |
| 2020 | El practicante                      | Ricardo              |                                                 |
| 2021 | Bahía Blanca                        | Mario Novoa          |                                                 |
| 2021 | 10 palomas                          | Félix                |                                                 |
| 2021 | Camila saldrá esta noche            | Director             |                                                 |
| 2021 | Distancia de rescate                | Marco                |                                                 |
| 2021 | Las chinas                          | Lisinga              | Mediometraje                                    |
| 2023 | Alma                                | Bruno                |                                                 |
| 2023 | Los impactados                      | Jano                 |                                                 |

### Televisión
| Año       | Título                        | Papel                  | Notas                                                 |
| --------- | ----------------------------- | ---------------------- | ----------------------------------------------------- |
| 1999      | Campeones de la vida          | Facundo Toledo         |                                                       |
| 2000      | Verano del 98                 | «El Gringo»            |                                                       |
| 2003      | Costumbres argentinas         | Claudio Thompson       |                                                       |
| 2004      | El deseo                      | Luis                   |                                                       |
| 2005      | Un cortado, historias de café |                        |                                                       |
| 2005      | Doble vida                    | Darío                  |                                                       |
| 2006      | Soy tu fan                    | Primo de Roco          | Episodio 7                                            |
| 2006      | Al límite                     | Diego                  | Episodio: «Entre actos»                               |
| 2008      | Vidas robadas                 | Mateo Ferro            |                                                       |
| 2008      | Lalola                        | Iván Fark              |                                                       |
| 2009-2010 | Valientes                     | Benjamín Casares       |                                                       |
| 2010      | Ciega a citas                 | Michael                | Episodios: «El enroque», «El fumigador»               |
| 2011      | Maltratadas                   | Alejo                  | Episodio: «Por amor»                                  |
| 2011      | Los sónicos                   | Horacio Flores         | Episodio: «El negro que destruye desde los parlantes» |
| 2011      | Televisión x la inclusión     | Santiago               | Episodio: «La cena»                                   |
| 2012      | Condicionados                 | Darío                  |                                                       |
| 2012      | Graduados                     | Novio de Betina        |                                                       |
| 2012-2013 | Historia clínica              | Manuel Dorrego         | Episodio: «Manuel Belgrano»                           |
| 2012-2013 | Historia clínica              | Roberto Jáuregui       | Episodio: «Carlos Jaúregui»                           |
| 2013      | Dulce amor                    | Nicolás López          |                                                       |
| 2013      | Historias de corazón          | Daniel                 | Episodio: «7 días para la boda»                       |
| 2013      | Los vecinos en guerra         | Eduardo Germano        |                                                       |
| 2013      | Farsantes                     | Franco Nazarre         |                                                       |
| 2013      | Televisión por la justicia    | Miguel                 | Episodio: «Corralito»                                 |
| 2014      | Cuentos de identidad          | N/A                    | Como guionista                                        |
| 2015      | El otro                       | Marcos Valenzuela      |                                                       |
| 2015      | Se trata de nosotros          | Román                  | Episodio: «48 hs»                                     |
| 2015      | Cromo                         | Diego                  |                                                       |
| 2017      | Supermax                      | Rex Pardo              |                                                       |
| 2019      | El mundo de Mateo             | Jorge Agón             | Episodios 6 y 8                                       |
| 2019      | Foodie Love                   | Él                     |                                                       |
| 2020      | Submersos                     | Moretti                |                                                       |
| 2022-2023 | Bienvenidos a Edén            | Erick                  |                                                       |
| 2022      | La reina del sur              | Gregorio Ocampo        |                                                       |
| 2023      | Planners                      | Andy Garrison          |                                                       |
| 2025      | Espartanos, una historia real | Eduardo «Coco» Oderigo |                                                       |

## Teatro
| Año       | Título                        | Papel            | Lugar                               |
| --------- | ----------------------------- | ---------------- | ----------------------------------- |
| 1999      | Rompiendo códigos             |                  | La Plaza Buena                      |
| 1999      | Pornografía emocional         |                  | Espacio Teatral La Almohada         |
| 1999      | Cyrano de Bergerac            |                  | Teatro España                       |
| 2001      | Disco genética en movimiento  |                  | Centro Cultural Adán Buenosayres    |
| 2003      | La espuma...                  |                  | Confitería Ideal                    |
| 2004      | El deseo atrapado por la cola |                  | Teatro Mnémesis                     |
| 2004      | Días de espuma                |                  | Teatro Mnémesis                     |
| 2004      | Emociones                     |                  | Teatro Mnémesis                     |
| 2008      | Grabado (tape)                | Juan             | Ciudad Cultural Konex               |
| 2012-2013 | En familia                    | Damián           | Centro Cultural 25 de Mayo          |
| 2014      | Café irlandés                 | Rodolfo Walsh    | Centro Cultural General San Martín  |
| 2018-2019 | La ratonera                   | Sargento Trotter | Teatro Multitabarís / Gira nacional |

### Otros créditos
| Año       | Título                | Papel                 | Lugar                                                    |
| --------- | --------------------- | --------------------- | -------------------------------------------------------- |
| 2017      | Las hermanas colágeno | Director y dramaturgo | Microteatro                                              |
| 2018      | Juego de rol          | Director y autor      | Milion Bar                                               |
| 2018-2019 | Cita textual          | Productor             | Casa Babá / Centro Cultural Recoleta / Chacaerean Teatre |
| 2020      | Sedukshion            | Dramaturgo            | Microteatro                                              |

## Premios y nominaciones
| Año  | Organización                                    | Categoría                    | Trabajo               | Resultado | Ref(s)        |
| ---- | ----------------------------------------------- | ---------------------------- | --------------------- | --------- | ------------- |
| 2004 | Premios Georges Méliès                          | Mejor cortometraje           | Caíto                 | Ganador   | [ 10 ]        |
| 2007 | Premios Sur                                     | Mejor actor revelación       | El resultado del amor | Nominado  | [ 11 ]        |
| 2013 | Festival Internacional de Cine Digital de Lima  | Premio del jurado            | Caíto                 | Ganador   | [ 12 ]        |
| 2013 | Premios Sur                                     | Mejor actor de reparto       | Wakolda               | Ganador   | [ 13 ]        |
| 2014 | Premios Cóndor de Plata                         | Mejor actor de reparto       | Wakolda               | Ganador   | [ 14 ] [ 15 ] |
| 2014 | Premios Cóndor de Plata                         | Mejor ópera prima            | Caíto                 | Nominado  | [ 14 ] [ 15 ] |
| 2017 | Festival de Cine de Tribeca                     | Mejor actor                  | Nadie nos mira        | Ganador   | [ 16 ]        |
| 2017 | Cine Ceará Festival                             | Mejor actor                  | Nadie nos mira        | Ganador   | [ 17 ]        |
| 2017 | Latino and Iberian Film Festival                | Mejor actor                  | Nadie nos mira        | Ganador   | [ 18 ]        |
| 2018 | Premios Cóndor de Plata                         | Mejor actor                  | Nadie nos mira        | Nominado  | [ 19 ]        |
| 2021 | Festival Audiovisual de Bariloche               | Mención especial – Actuación | Bahía Blanca          | Ganador   | [ 20 ]        |
| 2022 | Festival Internacional de Cine de Puerto Madryn | Mejor actor                  | Bahía Blanca          | Ganador   | [ 21 ]        |